# Sphindus rendilianus
Sphindus rendilianus es una especie de coleóptero de la familia Sphindidae.

## Distribución geográfica
Habita en el este de África.